# Antonio Mira de Amescua
Antonio Mira de Amescua, o de Amezcua, (Guadix, 1574? – 8 settembre 1644), è stato un poeta e drammaturgo spagnolo.

## Biografia
Seguace di Lope de Vega, compose poemetti, canzoni e numerose opere teatrali, fra cui Lo schiavo del demonio (El esclavo del demonio, 1612), vigoroso dramma ispirato alla leggenda di san Gil di Portogallo. 
Tra le commedie di costume e di corte: La ruota della fortuna (La rueda de la fortuna, 1615) e Galante, valente e discreto (Gahin, valiente y discreto, 1636). Fu anche autore di alcuni «autos sacramentales» di ottima fattura. 
Le sue opere influenzarono, tra gli altri, José Maria Gabriel y Galán.